# ایستگاه تبادل پارک رویال
ایستگاه تبادل پارک رویال (انگلیسی: Park Royal Exchange) یک ایستگاه تبادل عمده حمل و نقل برای وست ونکوور، بریتیش کلمبیا، کانادا است. در ۱۶ اکتبر ۱۹۵۹ افتتاح شد، در مرکز خرید پارک رویال واقع شده‌است و به ترمینال کشتی Horseshoe Bay، شهر نورث ونکوور و ناحیه نورت ونکوور متصل است. (از جمله دانشگاه کاپیلانو)، و ونکوور.